# Seututie 658
Pour les articles homonymes, voir Route 658.
La route régionale 658 (finnois : Seututie 658) est une route régionale allant de Elämäjärvi à Pihtipudas jusqu'à Haapajärvi en Finlande,,.

## Présentation
La seututie 658 est une route régionale en Finlande-Centrale et  Ostrobotnie du Nord.